# San Donnino (przystanek kolejowy)
San Donnino (wł. Stazione di San Donnino) – przystanek kolejowy w Campi Bisenzio, w prowincji Florencja, w regionie Toskania, we Włoszech. Znajduje się na linii Leopolda. 
Według klasyfikacji RFI ma kategorię brązową.
Stacja została otwarta 8 grudnia 2008, w czasie modernizacji linii kolejowej.

## Linie kolejowe
- Leopolda (Florencja – Piza)